# Eresus lavrosii
Espèce
Eresus lavrosii est une espèce d'araignées aranéomorphes de la famille des Eresidae.

## Distribution
Cette espèce se rencontre en Géorgie, en Azerbaïdjan, en Arménie et en Turquie.

## Description
La carapace du mâle holotype mesure 6 mm de long sur 5 mm et l'abdomen 7 mm de long sur 5 mm.
Le mâle décrit par Zamani, Altin et Szűts en 2020 mesure 10,1 mm.
La femelle décrite par Seropian, Bulbulashvili, Makharadze et Kovács en 2025 mesure 14,21 mm.

## Systématique et taxinomie
Cette espèce a été décrite par Mcheidze en 1997.

## Étymologie
Cette espèce est nommée en l'honneur de Lavrosi Kutubidze.

## Publication originale
- Mcheidze, 1997 : Spiders of Georgia: Systematics, Ecology, Zoogeographic Review. Tbilisi University, p. 1-390 (ka).